# Albert Lewin
Pour les articles homonymes, voir Lewin.
Albert Lewin est un scénariste, réalisateur et producteur américain, né le 23 septembre 1894 à Brooklyn (New York) et mort le 9 mai 1968  à New York.

## Biographie
Né à New York, Albert Lewin grandit à Newark (New Jersey). Il obtient une maîtrise à Harvard et enseigne l'anglais à l'Université du Missouri-Columbia. Durant la première guerre mondiale, il sert dans l'armée, et par la suite, il est nommé directeur national adjoint de l'American Jewish Relief Committee. Plus tard, il devient critique de théâtre et de film pour le Jewish Tribune jusqu'au début des années 1920, époque à laquelle il va à Hollywood pour devenir lecteur de Samuel Goldwyn. Il travaille ensuite comme script-assistant pour les réalisateurs King Vidor et Victor Sjöström, avant de devenir scénariste à la Metro-Goldwyn-Mayer en 1924.
Nommé responsable du département scénario du studio, il devient à la fin des années 1920 assistant personnel d'Irving Thalberg et un de ses plus proches associés. Il est crédité comme producteur associé sur de nombreux films durant les années 1930. Après la mort d'Irving Thalberg, il rejoint la Paramount en 1937. Il y travaille  comme producteur jusqu'en 1941. Durant cette période, il produit notamment La Folle Confession (True Confession) (1937), Les Gars du large (Spawn of the North) (1938), Zaza (1939) et So Ends Our Night (1941).
En 1942, il se lance dans la réalisation. Il réalise et scénarise six films. En tant que réalisateur et scénariste, il montre de grandes aspirations culturelles et littéraires dans le choix et le traitement de ses thèmes. Il est connu pour avoir organisé un concours de peinture sur le thème de la tentation de saint Antoine. Le tableau du gagnant devait figurer dans son film Bel-Ami. Salvador Dalí, Max Ernst, entre autres, participèrent au concours.
En 1966, il publie un roman, The Unaltered Cat.
Albert Lewin est mort d'une pneumonie à New York le 9 mai 1968.

## Filmographie

### Réalisateur
- 1942 : The Moon and Sixpence
- 1945 : Le Portrait de Dorian Gray (The Picture of Dorian Gray)
- 1947 : Bel-Ami (The Private Affairs of Bel Ami)
- 1951 : Pandora (Pandora and the Flying Dutchman)
- 1953 : Saadia
- 1957 : The Living Idol (en)[1]

### Producteur
- 1931 : Rumba d'amour (The Cuban Love Song) de W.S. Van Dyke
- 1932 : La Femme aux cheveux rouges (Red-Headed Woman) de Jack Conway
- 1932 : Chagrin d'amour (Smilin' Through) de Sidney Franklin
- 1934 : What Every Woman Knows  de Gregory La Cava
- 1935 : La Malle de Singapour (China Seas) de Tay Garnett
- 1935 : Les Révoltés du Bounty (Mutiny on the Bounty) de Frank Lloyd
- 1937 : Visages d'Orient ou La Terre chinoise (The Good Earth), de Sidney Franklin (coproducteur)
- 1937 : La Folle Confession (True Confession) de Wesley Ruggles
- 1938 : Les Gars du large (Spawn of the North) d'Henry Hathaway
- 1939 : Zaza de George Cukor
- 1941 : Ainsi finit notre nuit (So Ends Our Night) de John Cromwell
- 1941 : Un cœur pris au piège (The Lady Eve) de Preston Sturges (producteur associé)
- 1951 : Pandora (Pandora and the Flying Dutchman) d'Albert Lewin
- 1953 : Saadia d'Albert Lewin
- 1957 : L'Idole vivante (The Living Idol) de René Cardona et Albert Lewin

### Scénariste
- 1925 : The Fate of a Flirt de Frank R. Strayer
- 1927 : La Galante Méprise (Quality Street), de Sidney Franklin